# Psidium langsdorffii
Psidium langsdorffii là một loài thực vật có hoa trong Họ Đào kim nương. Loài này được O.Berg miêu tả khoa học đầu tiên năm 1859.